# Ceratophrys cranwelli
Ceratophrys cranwelli е вид жаба от семейство Ceratophryidae. Видът не е застрашен от изчезване.

## Разпространение
Разпространен е в Аржентина, Боливия, Бразилия и Парагвай.

## Описание
Популацията на вида е намаляваща.